# 2021年突尼西亞示威
2021年突尼斯抗議活動，始於2021年1月15日後的一系列抗議活動。突尼西亞各地城鎮發生數千人騷亂，搶劫、縱火，數百示威者被捕。
抗議活動始於突尼西亞西北部的錫勒亞奈鎮，當時一名牧羊人遭到市政警察侵犯。
1月20日，年輕人連續第五個晚上與警察發生衝突。 對此，總理希拉姆·邁希希在國家電視台向抗議者發出呼籲，稱「你們的聲音我們聽到了，你們的憤怒是合理的，我和政府的職責就是努力實現你們的要求，讓突尼西亞的夢想成為現實。」但這並未能使局勢降溫。
政府於1月23日延長了宵禁並禁止示威活動。突尼西亞在1月21日報告了103個與COVID-19相關的死亡案例，也是當時非洲死亡率最高的國家之一。政府禁止跨地區旅行，關閉酒吧和餐館（外送除外），大學課程在線授課。